# Jesse Bradford
Pour les articles homonymes, voir Bradford (homonymie).
Jesse Bradford, né le 28 mai 1979 à Norwalk dans le Connecticut, est un acteur américain.

## Biographie
Jesse Bradford Watrouse s'est révélé à treize ans dans le rôle-titre King of the Hill de Steven Soderbergh, après avoir notamment joué le fils de Robert De Niro dans Falling in Love d'Ulu Grosbard et celui d'Harrison Ford dans Présumé innocent d'Alan J. Pakula.
Durant la première partie de sa carrière, Bradford avait déjà participé à des succès critiques comme :
- Prancer de John D. Hancock avec Sam Elliott,
- The boy who cried bitch (en) de Juan José Campanella,
- Un pourri au paradis (My Blue Heaven) d'Herbert Ross avec Joan Cusack.

Depuis, on l'a vu notamment dans :
- Top chronos de Jonathan Frakes,
- Loin de la maison de Phillip Borsos,
- Roméo + Juliette de Baz Luhrmann,
- La fille d'un soldat ne pleure jamais de James Ivory,
- Hackers de Iain Softley avec Angelina Jolie
- et aux côtés de Kirsten Dunst dans l'un des plus grands succès de 2001 : American Girls de Peyton Reed.

Étudiant de cinéma à l'université Columbia, Jesse Bradford est en 2007 au générique d'According to Spencer de Shane Edelman et Swimfan85 de John Polson.
Le 25 octobre 2006, il est à l'affiche de Mémoires de nos pères de Clint Eastwood.
En 2008, il donne la réplique à Elisha Cuthbert dans le remake du film sud-coréen My Sassy Girl.
En 2009, il est à l'affiche avec Sophia Bush (Les Frères Scott) et Brandon Routh (Superman Returns) dans le film Table for Three.

## Filmographie
- 1984 : Falling in Love d'Ulu Grosbard : Joe Riftis
- 1990 : Un pourri au paradis de Herbert Ross : Jamie
- 1990 : Présumé Innocent (Presumed Innocent) de Alan J. Pakula : Nat Sabich
- 1991 : The Boy Who Cried Bitch (en) de Juan José Campanella : Mike Love
- 1993 : King of the Hill de Steven Soderbergh : Aaron Kurlander
- 1995 : Hackers de Iain Softley : Joey Pardella
- 1995 : Loin de la maison (Far from Home: The Adventures of Yellow Dog) de Phillip Borsos : Angus McCormick
- 1996 : Roméo + Juliette de Baz Luhrmann : Balthasar
- 1998 : La fille d'un soldat ne pleure jamais (A Soldier's Daughter Never Cries) de James Ivory : Billy Willis
- 1999 : Speedway Junky (en) de Nickolas Perry (en) : Johnny
- 2000 : Cherry Falls de Geoffrey Wright : Rod Harper
- 2000 : American Girls de Peyton Reed : Cliff Pantone
- 2001 : According to Spencer (en) de Shane Edelman : Spencer
- 2002 : Top chronos de Jonathan Frakes : Zak Gibbs
- 2002 : Swimfan, la fille de la piscine de John Polson : Ben Cronin
- 2003 : À la Maison-Blanche : Ryan Pierce (Saison 5, 9 épisodes)
- 2004 : Heights de Chris Terrio : Alec
- 2005 : Happy Endings de Don Roos : Nicky Kunitz
- 2006 : Mémoires de nos Pères (Flags of Our Fathers) de Clint Eastwood : René Gagnon
- 2008 : My Sassy Girl de Yann Samuell : Charlie Bellow
- 2008 : The Echo (en) de Yam Laranas (en) : Bobby
- 2008 : Tucker Max : Histoires d'un serial fucker (I Hope They Serve Beer in Hell) de Bob Gosse : Drew
- 2008 : W. : L'Improbable Président d'Oliver Stone : Thatcher
- 2009 : Les Colocataires (Table for Three) : Ryan
- 2010 : Outlaw : Eddie Franks (Saison 1)
- 2011 : Other People's Kids de Michael Fresco : Adam (Saison 1)
- 2011 : The Last Days (Son of Morning) de Yaniv Raz : David the Agent
- 2012 : Item 47 de Joss Whedon : Benny (court-métrage)
- 2012 : Guys with Kids : Chris (Saison 1)
- 2013 : The Power of Few : Dom
- 2016 : Code Black : Gordon Heshman (Saison 1, 3 épisodes)
- 2018 : The Year of Spectacular Men de Lea Thompson : Aaron Ezra